# Ludwik Kuchar
Ludwik Kuchar (ur. 4 lipca 1865, zm. 17 czerwca 1917 we Lwowie) – polski przedsiębiorca, działacz sportowy, filantrop.

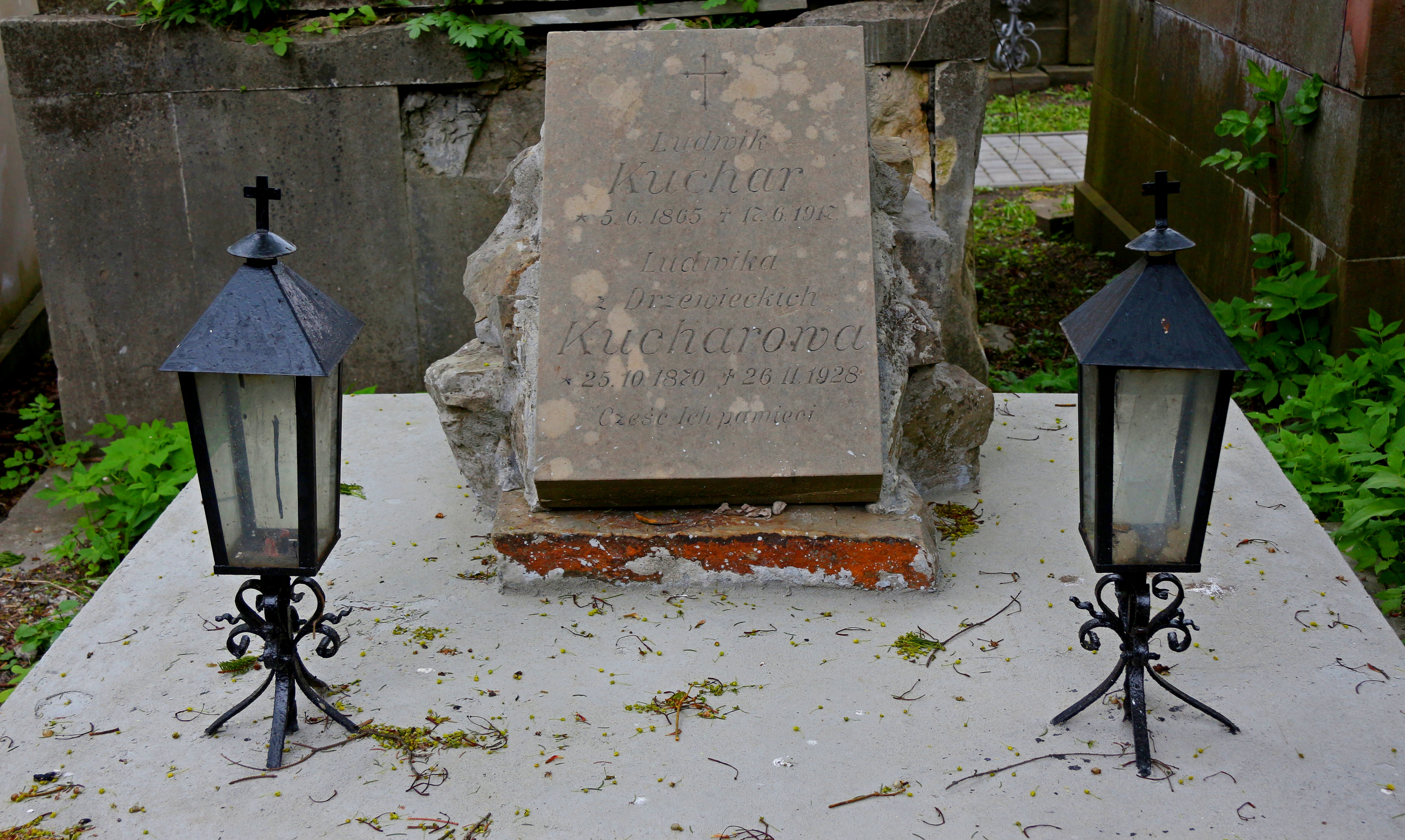
Nagrobek Ludwika i Ludwiki Kucharów

## Życiorys
Urodził się w rodzinie w połowie pochodzenia węgierskiego. Został absolwentem Szkoły Handlowej w Krakowie. W 1890 ożenił się z Ludwiką (z domu Drzewiecką wzgl. Treszerowską, 1870-1928). Mieli sześciu synów, w tym wszechstronnych sportowców (związanych z klubem LKS Pogoń Lwów, w tym z sekcją piłki nożnej) i oficerów Wojska Polskiego II RP: Tadeusza (1891-1966, inżynier, działacz sportowy), Władysława (1895-1983, sportowiec, działacz sportowy), Wacława (1897-1981, olimpijczyk). Ich dziećmi byli również: Kazimiera (1899-1981, po mężu Chodkiewicz), Karol (1893-1960), Kinga (zm. 1894), Mieczysław (1902-1939, piłkarz, bramkarz Pogoni Lwów), Zbigniew (1905-1945, także hokeista Pogoni).
W 1893 zamieszkał we Lwowie. Jako chemik pracował w fabryce wyrobów spirytusowych Mikolascha. Był założycielem i właścicielem sieci kin w Galicji, od Krakowa do Czerniowiec (m.in. „Pasażu” we Lwowie i „Wandy” w Krakowie). Kierowanie rodzinną siecią kin przejął po nim syn Władysław.
Prywatnie był pasjonatem fechtunku, gimnastyki i kolarstwa. W swoim domu miał pomieszczenie do pierwszej z tych dyscyplin, zaś w ogrodzie posesji stworzył dla swoich dzieci przyrządy gimnastyczne. W 1907 został sponsorem i członkiem zarządu klubu sportowego LKS Pogoń Lwów, wspierając także sekcję piłki nożnej. Wraz z żoną wspierał materialnie rozwój infrastruktury klubu (ogrodzenie, trybuny).
Był inicjatorem budowy stadionu Pogoni koło Parku Kilińskiego we Lwowie, uroczyście oddanego do użytku 1 maja 1913. Został twórcą muzyki do hymnu Polskiego Towarzystwa Gimnastycznego „Sokół”.
Zmarł  w wyniku wypadku w laboratorium 17 czerwca 1917 we Lwowie w wieku 52 lat. Został pochowany na Cmentarzu Łyczakowskim we Lwowie.
Pośmiertnie Ludwik i Ludwika Kucharowie otrzymali tytuły członków honorowych LKS Pogoń Lwów.